# Pierre Alexandre Renet
Pierre Alexandre Renet, dit Pela, né le 2 octobre 1984 à Cherbourg, est un pilote de motocross et d'enduro français.
Champion du monde d'enduro en 2012 avec Husaberg et en 2014 avec Husqvarna. Vice champion du monde d'enduro 2013.
Il passe à l'enduro avec KTM en 2010 avec Eric Bernard comme manager. 
En 2011, il signe un contrat pour deux ans avec la marque Husaberg et en 2014 il signe un contrat avec Husqvarna.

## Palmarès

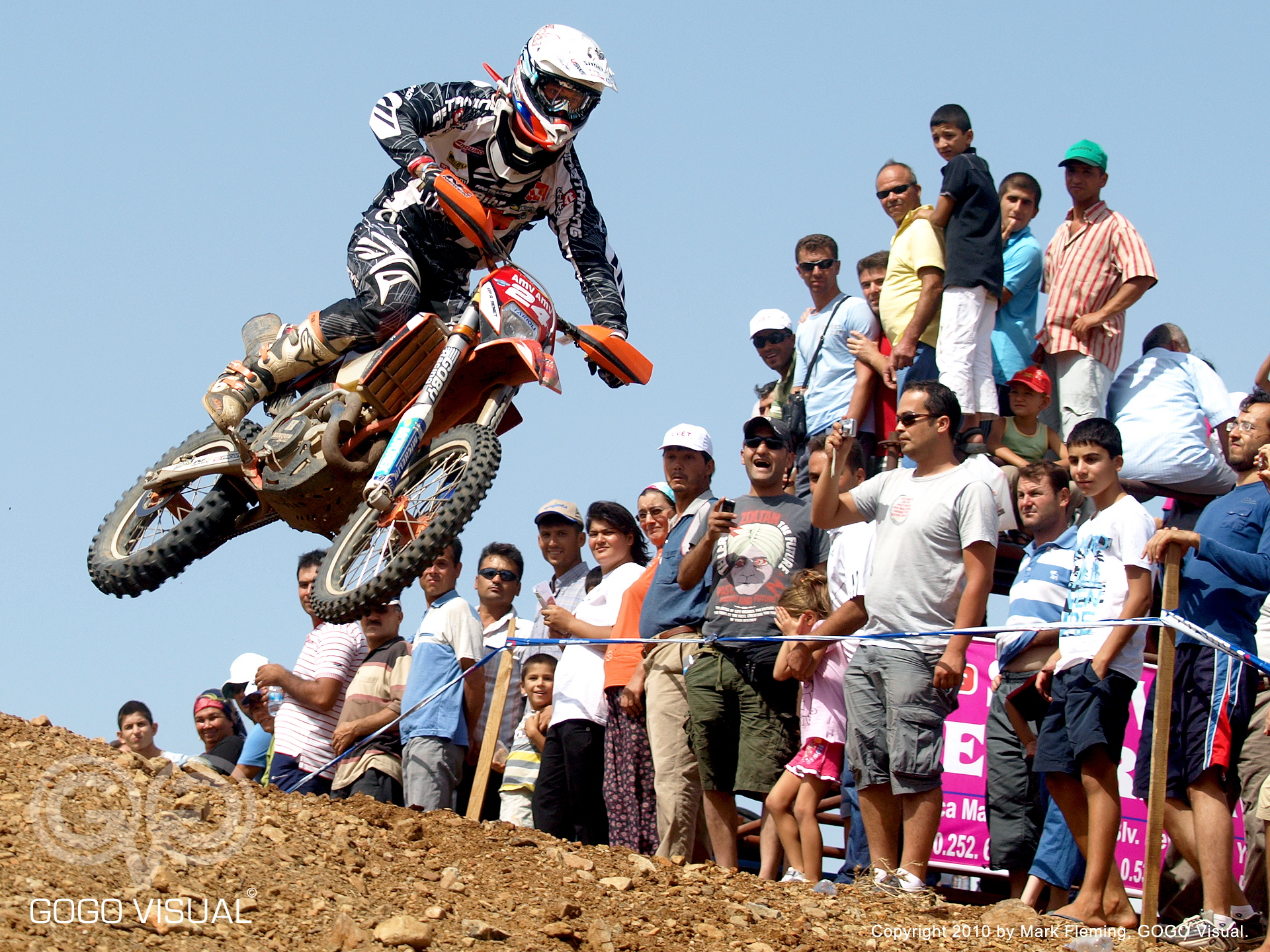
Renet en 2010 en Turquie.

- 2007 : Sélection dans l'équipe de France pour le motocross des nations
- 2009 : Champion du Monde MX3[3]
- 2010 : Champion de France Enduro E2
- 2011 : Vainqueur du Trèfle lozérien
- 2012 : Champion du monde Enduro E2[3],[4]
- 2012 : Champion de France Enduro E2
- 2012 : Vainqueur des ISDE[5]
- 2013 : Champion de France Enduro E2
- 2013 : Vice champion du monde Enduro E2
- 2013 : Vainqueur des ISDE
- 2013 : Vainqueur du Trèfle Lozèrien[6],[7]
- 2014 : Vainqueur du Trèfle Lozèrien[8],[9],[10],[11]
- 2014 : Champion du monde Enduro E2[12]
- 2014 : Vainqueur des ISDE[13],[14]
- 2017 : 7ème en moto au Rallye Dakar